# 초해동
초해동(草海桐, 학명: Scaevola plumieri 스카이볼라 플루미에리[*])은 구데니아과의 상록 관목이다. 원산지는 아시아, 아프리카 및 아메리카의 열대 지역이다.

## 사진

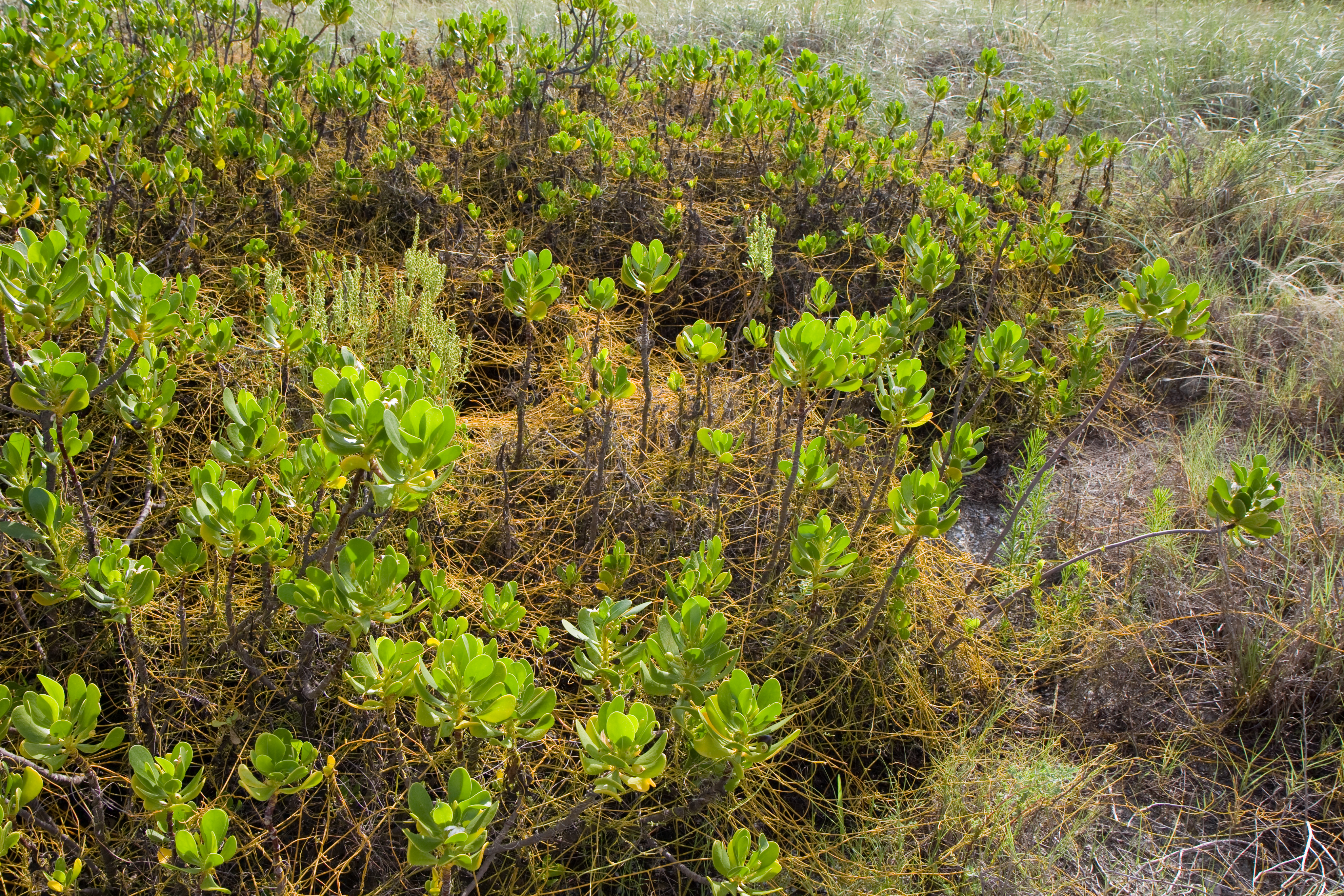
초해동 군락
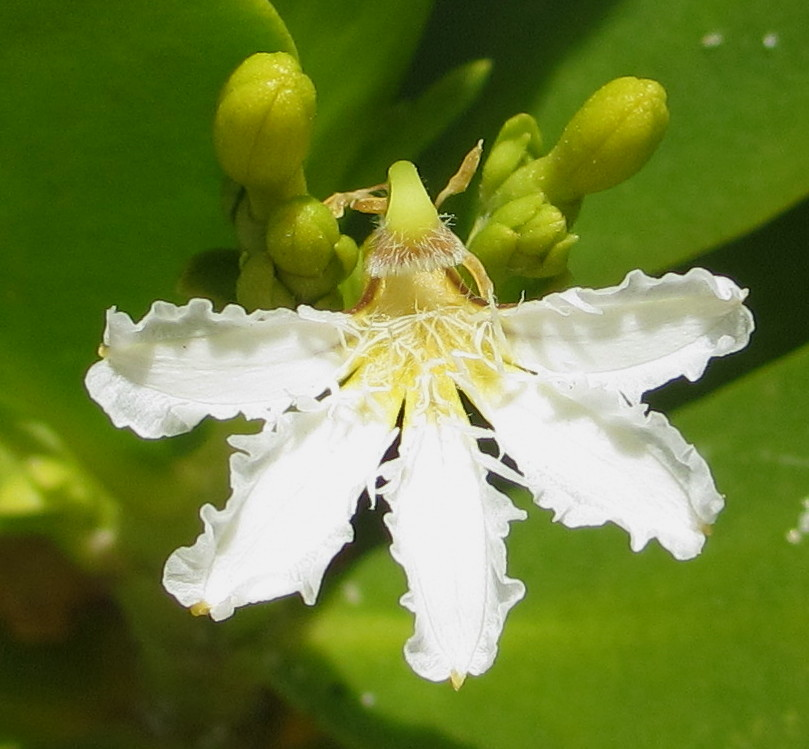
꽃
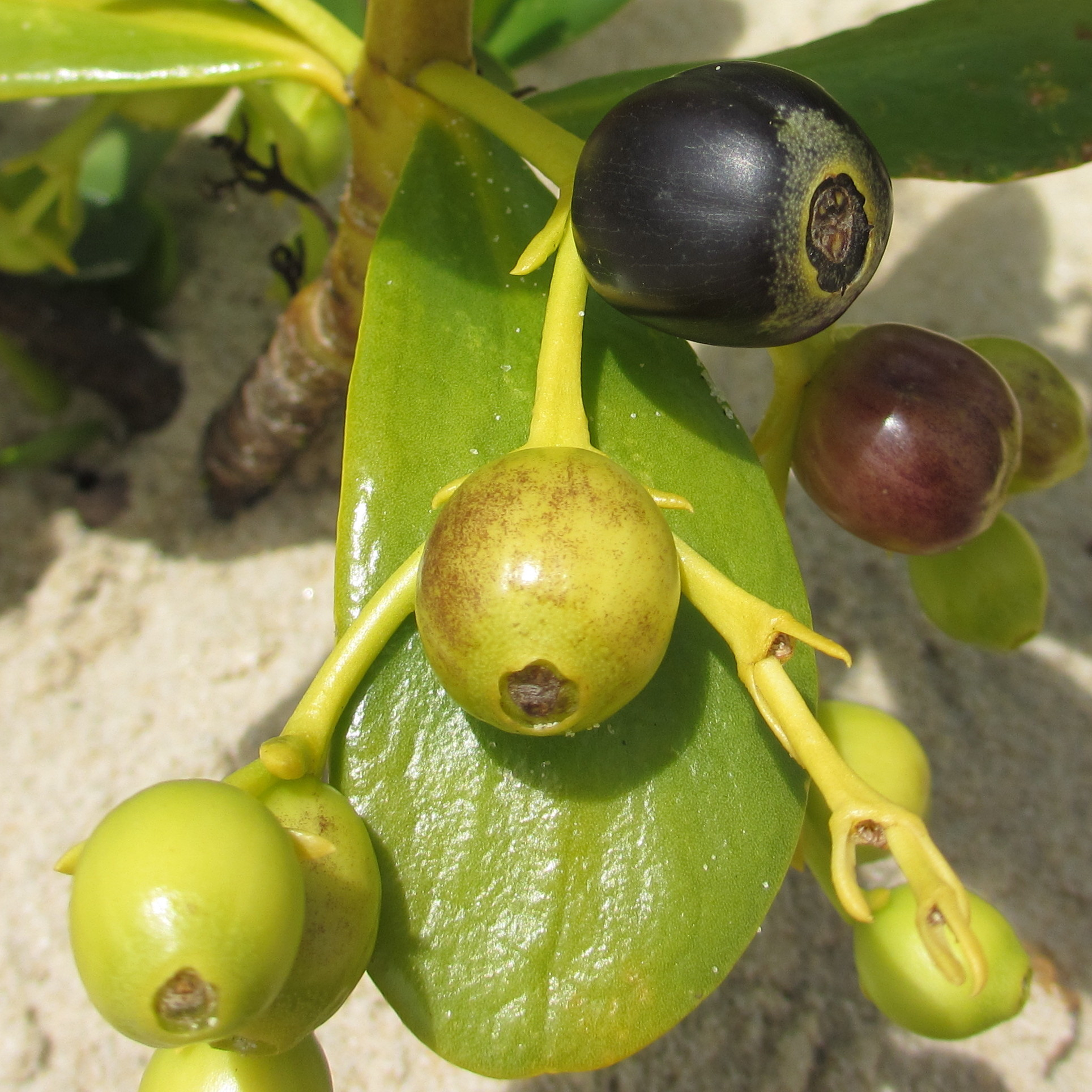
열매